# 马努阿区
馬努阿區（英語：Manuʻa District）是美屬薩摩亞的三個主要行政區之一。該區由馬努阿群島組成，位於主島圖圖伊拉島以東約61英里處。馬努阿區被美國普查局視為相當於一個縣。
2010年，馬努阿區的人均收入為5,441美元——這使得馬努阿區成為全美國人均收入最低的縣。

## 行政區劃
馬努阿區進一步分為五個縣。
- 法莱阿圣县（Faleasao County）
- 菲图塔县（Fitiuta County）
- 奥富县（Ofu County）
- 奥洛塞加县（Olosega County）
- 塔乌县（Ta'u County）

## 人口統計
馬努阿區的首次人口記錄始於1900年美國人口普查。1910年沒有進行人口普查，但在1912年進行了一次特別人口普查。從1920年開始，每十年進行一次定期人口普查。